# Bombodes ursus
Bombodes ursus är en skalbaggsart som beskrevs av John Obadiah Westwood 1848. Bombodes ursus ingår i släktet Bombodes och familjen Cetoniidae. Utöver nominatformen finns också underarten B. u. dejeani.